# Miss España 1988
Miss España 1988 fue una edición del certamen de belleza Miss España. Se llevó a cabo el 23 de septiembre de 1988 en el Centro de Convenciones de Santiago de la Ribera. Eva Pedraza fue la ganadora, la cual representó a España en el certamen Miss Universo 1989 y el certamen Miss Mundo 1989. La primera finalista representó al país en el Miss Internacional 1989 y la segunda finalista representó al país en el Miss Europa 1989.

## Resultados
| Resultados Final | Candidata |
| ---------------- | --- |
| Miss España 1988 | Córdoba - Eva Pedraza |
| 1.a Finalista    | Ceuta - Mercedes Martín |
| 2.a Finalista    | Tenerife - Ma. Gabriela O'Conner |
| Top 8            | Baleares - Ana Brenda Guzmán Barcelona - Teresa González Las Palmas - Paola Pichardo Madrid - Margarita Perez Melilla - Andrea Fernández |
| Top 20           | Álava - Yolanda Araslegui Badajoz - Andreína Severino Cantabria - Jéssica Guzmán Granada - Oscarina Gómez Huelva - Josefina Suero Murcia - Yajaira Tavárez Palencia - Ma. Guadalupe Santana Salamanca - Jénnifer Batista Soria - Daniella Rosario Valladolid - Marena Cuevas Valencia - Nerea Medina Zamora - Sárah Canó |

## Premios especiales
| Resultado          | Candidata                     |
| ------------------ | ----------------------------- |
| Mejor Traje Típico | Badajoz - Andreína Severino   |
| Miss Rostro        | Ceuta - Mercedes Martín       |
| Miss Simpatía      | Albacete - Altagracia Montero |
| Miss Fotogénica    | Ceuta - Mercedes Martín       |

## Candidatas
(En la lista se utiliza su nombre completo, los sobrenombres van entrecomillados y los apellidos utilizados como nombre artístico, entre paréntesis; fuera de ella se utilizan sus nombres «artísticos» o simplificados).
| Provincia   | Candidata                             | Edad | Estatura        |
| ----------- | ------------------------------------- | ---- | --------------- |
| Álava       | Yolanda Encarnación Araslegui Santana | 23   | 1,82 m (6′ 0″)  |
| Albacete    | Altagracia Montero Encarnación        | 18   | 1,79 m (5′ 10″) |
| Alicante    | Sofinel Marissa Santana Romero        | 20   | 1,80 m (5′ 11″) |
| Almería     | María Isabella Encarnación Suero      | 19   | 1,83 m (6′ 0″)  |
| Asturias    | María José Barranco Rivera            | 18   | 1,77 m (5′ 10″) |
| Ávila       | María Isabel Suero Ximénes            | 22   | 1,82 m (6′ 0″)  |
| Badajoz     | Andreína Ines Severino Santana        | 25   | 1,76 m (5′ 9″)  |
| Baleares    | Ana Brenda Guzmán Paulino             | 20   | 1,75 m (5′ 9″)  |
| Barcelona   | Teresa González Fomegrati             | 21   | 1,77 m (5′ 10″) |
| Burgos      | Elizabeth Paula de León Alcántara     | 23   | 1,80 m (5′ 11″) |
| Cáceres     | Esmeralda Rocio Martínez Benavides    | 20   | 1,76 m (5′ 9″)  |
| Cádiz       | Ana Carolina Santa María Peguero      | 23   | 1,77 m (5′ 10″) |
| Cantabria   | Jéssica Estrella Guzmán Torres        | 23   | 1,76 m (5′ 9″)  |
| Castellón   | Carloxta Sarmiento Sans               | 19   | 1,76 m (5′ 9″)  |
| Ceuta       | Mercedes del Carmen Martín Mier       | 19   | 1,80 m (5′ 11″) |
| Ciudad Real | María de la Soledad Contreras Reyes   | 22   | 1,75 m (5′ 9″)  |
| Córdoba     | Eva María Pedraza López               | 17   | 1,75 m (5′ 9″)  |
| Cuenca      | Xóchil Díaz Santa Cruz                | 25   | 1,76 m (5′ 9″)  |
| Gerona      | María del Carmen Ureña Santana        | 18   | 1,76 m (5′ 9″)  |
| Granada     | Oscarina Gómez Castillo               | 25   | 1,75 m (5′ 9″)  |
| Guadalajara | Ana María Núñez González              | 25   | 1,78 m (5′ 10″) |
| Guipúzcoa   | Guadalupe Marina Ureña Vásquez        | 24   | 1,75 m (5′ 9″)  |
| Huelva      | Josefina Suero Domínguez              | 19   | 1,75 m (5′ 9″)  |
| Huesca      | Ana Blanca Esperanza Llorens Peralta  | 24   | 1,75 m (5′ 9″)  |
| Jaén        | Marissa Jiménez Somoza                | 22   | 1,77 m (5′ 10″) |
| La Coruña   | María Arantxa Rodríguez Rosario       | 23   | 1,82 m (6′ 0″)  |
| La Rioja    | Catalina Guzmán Severino              | 22   | 1,75 m (5′ 9″)  |
| Las Palmas  | Paola Patricia Pichardo Vargas        | 25   | 1,77 m (5′ 10″) |
| León        | Xiomara Reyes Vásquez                 | 21   | 1,83 m (6′ 0″)  |
| Lérida      | Angélica María García Reynoso         | 20   | 1,77 m (5′ 10″) |
| Lugo        | Sofía Mateo Rodríguez                 | 18   | 1,77 m (5′ 10″) |
| Madrid      | Margarita Pérez Ochoa                 | 21   | 1,70 m (5′ 7″)  |
| Málaga      | María Macarena Bravo Romo             | 23   | 1,76 m (5′ 9″)  |
| Melilla     | Andrea Lucía Fernández Santos         | 19   | 1,78 m (5′ 10″) |
| Murcia      | Yajaira Tavárez Rodríguez             | 19   | 1,75 m (5′ 9″)  |
| Navarra     | Margarita Alcántara Feliz             | 21   | 1,75 m (5′ 9″)  |
| Orense      | Yomaira López Mateo                   | 20   | 1,77 m (5′ 10″) |
| Palencia    | María Guadalupe Santana Ureña         | 21   | 1,79 m (5′ 10″) |
| Pontevedra  | Gimena García Ramírez                 | 24   | 1,77 m (5′ 10″) |
| Salamanca   | Jénnifer Batista Ramos                | 20   | 1,76 m (5′ 9″)  |
| Segovia     | Gabriela Mariño Marte                 | 19   | 1,79 m (5′ 10″) |
| Sevilla     | Ana María Feliz Durán                 | 24   | 1,79 m (5′ 10″) |
| Soria       | Daniella Rosario Cabrera              | 19   | 1,83 m (6′ 0″)  |
| Tarragona   | Petra Guzmán Pont                     | 24   | 1,75 m (5′ 9″)  |
| Tenerife    | María Gabriela O'Conner Batista       | 20   | 1,75 m (5′ 9″)  |
| Teruel      | Laura Acevedo Álvarez                 | 20   | 1,76 m (5′ 9″)  |
| Toledo      | María de los Ángeles López Estévez    | 23   | 1,74 m (5′ 9″)  |
| Valencia    | Nerea Medina Bautista                 | 21   | 1,78 m (5′ 10″) |
| Valladolid  | Marena Cuevas López                   | 20   | 1,76 m (5′ 9″)  |
| Vizcaya     | Carolina Encháustegui Espinal         | 23   | 1,77 m (5′ 10″) |
| Zamora      | Sárah Canó Acevedo                    | 21   | 1,76 m (5′ 9″)  |
| Zaragoza    | Lucía Ureña Paulino                   | 22   | 1,76 m (5′ 9″)  |